# Stephen Macknowski
Stephen Macknowski (n. 16 februarie 1922, Yonkers, New York, SUA – d. 4 aprilie 2013) a fost un caiacist ce a reprezentat Statele Unite ale Americii, medaliat olimpic. A participat la o ediție a Jocurilor Olimpice (1948) în care a câștigat o medalie de aur și o medalie de argint.